# Big Finish
Big Finish est une société britannique qui produit des livres et histoires audios (directement publiées sur CD et téléchargeables en MP3 et m4b) basés majoritaires autour de licences cultes de science-fiction,. Parmi les différentes productions, de nombreuses se déroulent dans l'univers de Doctor Who. Ils produisent également des séries se basant sur de nombreux personnages ; Judge Dredd et Strontium Dog de 2000 AD, Blake's 7, Dark Shadows, Dracula, Terrahawks, Sapphire & Steel, Sherlock Holmes de Sir Arthur Conan Doyle, Stargate, Chapeau melon et bottes de cuir et Le Prisonnier.